# Lavik
Lavik är en kyrkby i Høyangers kommun i Vestland fylke i västra Norge. Byn ligger på norra sidan av Sognefjorden. Här finns ett färjeläge där Europaväg 39 genom en färjeförbindelse ansluter mot Ytre Oppedal på andra sidan Sognefjorden.
Orten har tidigare utgjort centralort i de dåvarande kommunerna Lavik respektive Lavik og Brekke i Sogn og Fjordane fylke.

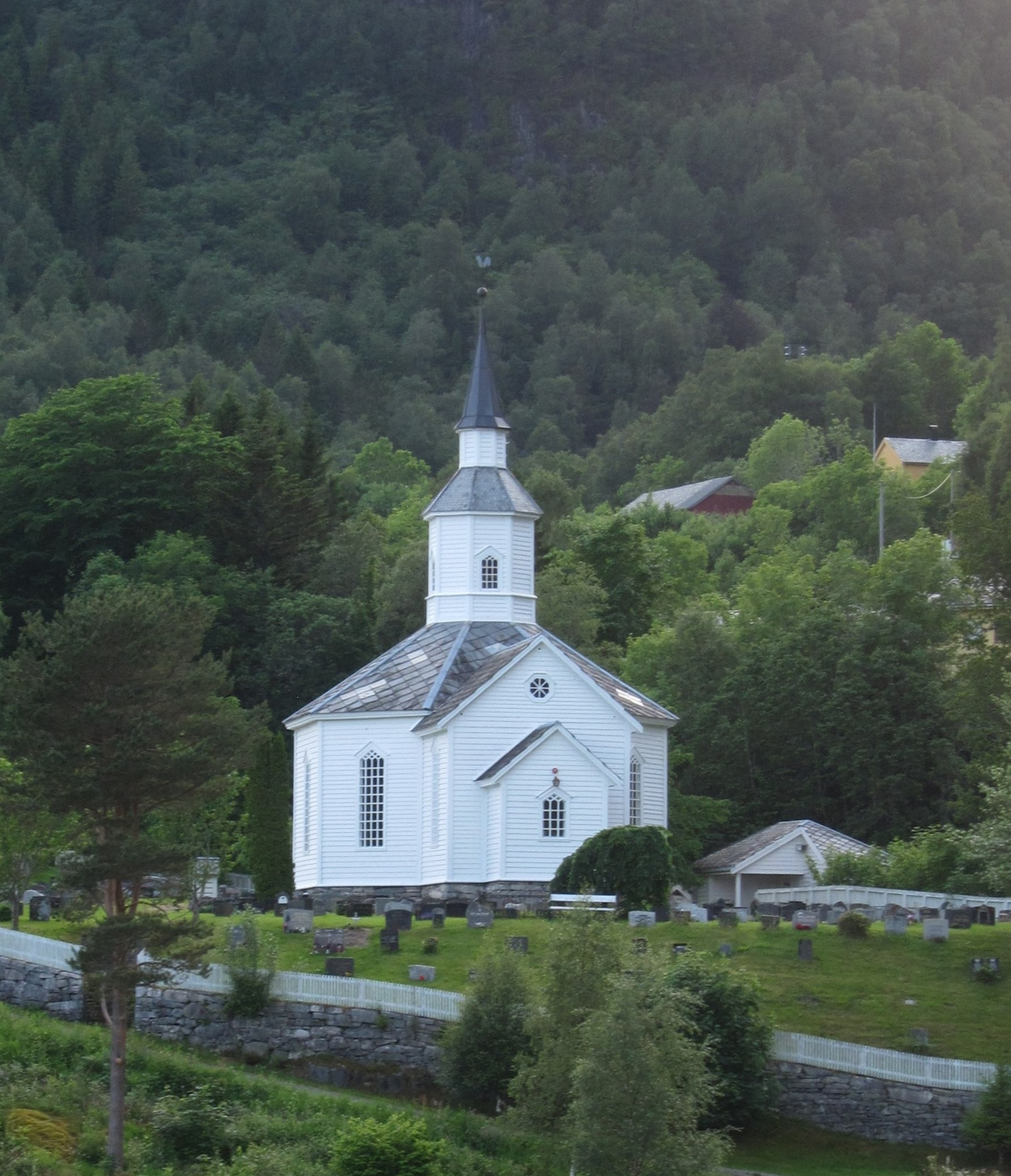
Laviks kyrka.